# Francisco González Paul
Francisco González Paul (* vor 1990; † vor oder am 10. Juni 2014) war ein mexikanischer Unternehmer und Fußballfunktionär. Als engagiertes langjähriges Vereinsmitglied war er 26 Jahre in verschiedenen Funktionen für Deportivo Guadalajara tätig.
In den Jahren 1990 und 1991 war er Präsident des Vereins und um die Jahrtausendwende unter Francisco Cárdenas Moreno Vizepräsident. Dennoch gehörte er 2002 zu den Unterstützern von Jorge Vergara, der sich im Clinch mit Cárdenas befand und dem es schließlich gelang, den Verein zu übernehmen. Außerdem war González in den Jahren 1989 und 1990 Schatzmeister des Mexikanischen Fußballverbandes.